# Atil (kommun)
Atil är en kommun i Mexiko.   Den ligger i delstaten Sonora, i den nordvästra delen av landet, 1 800 km nordväst om huvudstaden Mexico City.
Följande samhällen finns i Atil:
- Atil
- Agua Zarca